# Amazonis Planitia

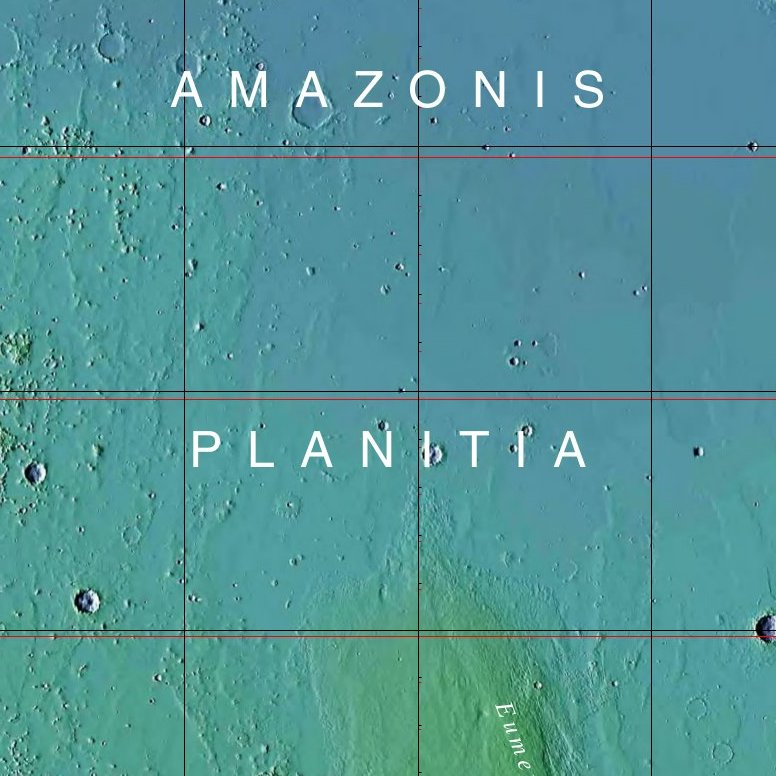
Topografisk karta över Amazonis Planitia framtagen av data från Mars Global Surveyor. Grönare färg markerar höjder och blåare markerar sänkor.

Amazonis Planitia är en av de jämnaste slätterna på Mars. Den ligger mellan de vulkaniska områdena Tharsis och Elysium Planitia, väster om ett av solsystemets högsta berg, Olympus Mons. Landskapet präglas av sin extremt jämna yta med åsar som sällan reser sig mer än 25–40 meter över den omkringliggande slätten. En stor del av den vulkaniska Medusae Fossae-formationen ligger inom Amazonis Planitia.

## Geologi
Slätten beräknas vara ungefär 100 miljoner år gammal och har därför inte så många sedimentära lager som kan dölja den underliggande terrängen, och sägs likna terrängen på Island. Flygfoton av den marisanska slätten och flygfoton över Island uppvisar likartade terrängmönster, som skvallrar om att de båda är relativt nybildade.
Slätten har formats av rinnande lava och har beskrivits av planetologen William Hartmann som en "ljus, dammig vulkanöken genomkorsad av många lavaflöden".
Amazonis har varit fokus för forskningen på grund av att den bildats så pass nyligt, geologiskt sett, i jämförelse med andra marisanska områden, som ofta är flera hundra miljoner år äldre.

## Namngivning
Den ljusa slätten har fått sitt namn av amasonerna i den grekiska mytologin. Slätterna på Mars har benämningen planitia, så i klartext skulle Amazonis Planitia betyda ”Amazonernas slätt”.